# Kiedy ją spotkałem
Kiedy ją spotkałem (hindi जब वी मेट, urdu جب وی میٹ, Jab We Met) – indyjski dramat miłosny z Kareeną Kapoor i Shahidem Kapoorem w rolach głównych, wyreżyserowany w 2007 roku przez Imtiaza Alego (twórcę Socha Na Tha 2004). To czwarty film, w którym para aktorska gra razem. Tematem filmu są relacje w rodzinie, między kobietą a mężczyzną, zależność od rodziny, próba buntu przeciwko tej zależności przejawiającej się np. w postaci nacisku na aranżowane małżeństwo i miłość wyrastająca z przyjaźni.

## Fabuła
Mumbaj. Aditya (Shahid Kapoor), zdemoralizowany bogaty przemysłowiec popada w depresję, gdy kobieta, którą kocha, poślubia kogoś innego. Opuszcza jej przyjęcie weselne i zostawia za sobą wszystko, wsiadając nocą do pierwszego lepszego pociągu. Tam trafia na Geet (Kareena Kapoor), piękną gadatliwą dziewczynę, która wraca z Mumbaju do rodzinnego domu w Bhatindzie w Pendżabie. Geet widząc przygnębienie Adityi próbuje go rozbawić, pocieszyć, ale jej żywiołowość, radość życia początkowo go tylko drażni. Stopniowo jednak Aditya zaczyna zapominać o swoich troskach angażując się w sprawy Geet. Liczy ona, że Aditya pomoże jej przekonać rodziców do zgody na jej ślub z wybranym przez nią Anshumanem (Tarun Arora), którego rodzina nie akceptuje, bo nie jest Sikhem. Aditya odwozi Geet do jej ukochanego w Manali w Himaćal Pradeś i stara się przekonać rodziców do rezygnacji z planów zaaranżowanego małżeństwa. Te gesty przyjaźni wobec Geet z czasem stają się trudne. Adityę boli to, że pomaga Geet związać się na zawsze z innym mężczyzną. Jego przyjaźń przemieniła się w skrywaną przed Geet miłość.

## Obsada
- Shahid Kapoor – Aditya Kashyap (Adi)
- Kareena Kapoor – Geet Dhillon
- Pawan Malhotra – wujek Geet
- Dara Singh – dziadek Geet
- Kiran Juneja – matka Geet
- Saumya Tandon – Roop
- Tarun Arora – Anshuman

## Piosenki
| Piosenka                  | śpiewają                  | czas trwania | przedstawiają na ekranie                                                                    |
| ------------------------- | ------------------------- | ------------ | ------------------------------------------------------------------------------------------- |
| Mauja Hi Mauja            | Mika Singh                | 5:58         | Shahid Kapoor i Kareena Kapoor                                                              |
| Mauja Hi Mauja (Remix)    | Labh Jajua                | 4:07         | Shahid Kapoor i Kareena Kapoor                                                              |
| Tum Se Hi                 | Mohit Chauhan             | 5:23         | Shahid Kapoor i Kareena Kapoor                                                              |
| Tum Se Hi (Remix)         | Mohit Chauhan             | 4:21         |                                                                                             |
| Yeh Ishq Hai              | Shreya Goshal             | 4:44         | Shahid Kapoor i Kareena Kapoor                                                              |
| Yeh Ishq Hai (Remix)      | Antara Mitra              | 4:31         |                                                                                             |
| Nagada Nagada Nagada Baja | Sonu Nigam                | 3:51         | Shahid Kapoor, Kareena Kapoor i Saumya Tandon                                               |
| Aao Milo Chalo            | Shaan i Ustad Sultan Khan | 5:28         | Shahid Kapoor i Kareena Kapoor                                                              |
| Aaoge Jab Tum             | Ustad Rashid Khan         | 4:25         | Shahid Kapoor, Kareena Kapoor i Tarun Arora gościnnie skomponowane przez Sandesha Shandilyę |
| Jab We Met (Theme Music)  | Instrumentalny utwór      | 4:53         |                                                                                             |